# Morris (Connecticut)
Pour les articles homonymes, voir Morris.
Morris est une ville située dans le comté de Litchfield, dans l'État du Connecticut aux États-Unis. Lors du recensement de 2010, Morris avait une population totale de 2 388 habitants.

## Géographie
Selon le Bureau du recensement des États-Unis, la superficie de la ville est de 18,72 milles carrés (48,48 km2), dont 17,35 milles carrés (44,94 km2) de terres et 1,37 milles carrés (3,55 km2) de plans d'eau, soit 7,3 %.

## Histoire
Morris devient une municipalité en 1859. Elle doit son nom à James Morris III (en), soldat durant la révolution américaine.

## Démographie
D'après le recensement de 2000, il y avait 2 301 habitants, 912 ménages, et 640 familles dans la ville. La densité de population était de 51,7 hab/km2. Il y avait 1 181 maisons avec une densité de 26,5 maisons/km2. La décomposition ethnique de la population était : 97,48 % blancs ; 0,70 % noirs ; 0,13 % amérindiens ; 0,83 % asiatiques ; 0,00 % natifs des îles du Pacifique ; 0,17 % des autres races ; 0,70 % de deux ou plus races. 0,87 % de la population était hispanique ou Latino de n'importe quelle race.
Il y avait 912 ménages, dont 31,6 % avaient des enfants de moins de 18 ans, 60,2 % étaient des couples mariés, 5,9 % avaient une femme qui était parent isolé, et 29,8 % étaient des ménages non-familiaux. 24,5 % des ménages étaient constitués de personnes seules et 9,3 % de personnes seules de 65 ans ou plus. Le ménage moyen comportait 2,52 personnes et la famille moyenne avait 3,03 personnes.
Dans la ville la pyramide des âges était 24,6 % en dessous de 18 ans, 4,9 % de 18 à 24, 28,4 % de 25 à 44, 27,9 % de 45 à 64, et 14,2 % qui avaient 65 ans ou plus. L'âge médian était 41 ans. Pour 100 femmes, il y avait 99,6 hommes. Pour 100 femmes de 18 ans ou plus, il y avait 96,8 hommes.
Le revenu médian par ménage de la ville était 58 050 dollars US, et le revenu médian par famille était $63 293. Les hommes avaient un revenu médian de $49 063 contre $37 279 pour les femmes. Le revenu par habitant de la ville était $29 233. 6,3 % des habitants et 3,4 % des familles vivaient sous le seuil de pauvreté. 10,8 % des personnes de moins de 18 ans et 0,0 % des personnes de plus de 65 ans vivaient sous le seuil de pauvreté.
| 1860 | 1870 | 1880 | 1890 | 1900 | 1910 |
| ---- | ---- | ---- | ---- | ---- | ---- |
| 769  | 701  | 627  | 584  | 535  | 681  |

| 1920 | 1930 | 1940 | 1950 | 1960  | 1970  |
| ---- | ---- | ---- | ---- | ----- | ----- |
| 499  | 481  | 606  | 799  | 1 190 | 1 609 |

| 1980  | 1990  | 2000  | 2010  | - | - |
| ----- | ----- | ----- | ----- | - | - |
| 1 899 | 2 039 | 2 301 | 2 388 | - | - |